# Joseph Domenget
Joseph Domenget (Coise-Saint-Jean-Pied-Gauthier, 26 juillet 1908 - Mort pour la France le 24 novembre 1944 à Sewen), est un militaire français, Compagnon de la Libération à titre posthume par décret du 26 septembre 1945. Engagé volontaire des troupes coloniales, il est déjà un soldat expérimenté lorsque survient la Seconde Guerre mondiale. Refusant la défaite en 1940, il décide de se rallier à la France Libre et combat en Afrique du Nord, en Syrie et en Italie. Prenant part à la Libération de la France, il est tué au combat lors d'une embuscade.

## Biographie

### Jeunesse et engagement
Joseph Domenget naît le 26 juillet 1908 à Coise-Saint-Jean-Pied-Gauthier en Savoie d'un père cultivateur. Après avoir exercé la profession de garçon de café, il choisit de s'engager dans l'armée en 1928 et est affecté au 10e régiment de tirailleurs sénégalais. En 1929, il part pour l'Indochine au sein du bataillon mixte de l'Annam avant d'être muté en 1931 au 10e régiment d'infanterie coloniale. Il revient en métropole en mai 1933 pour intégrer les rangs du 3e régiment d'infanterie coloniale puis passe au 19e régiment mixte d'infanterie coloniale avec lequel il repart pour Indochine en octobre 1934.
De retour en France en juin 1938 après avoir été promu 1re classe, il est affecté au régiment d'infanterie colonial du Maroc. Il part en juillet 1939 pour le Levant où il rejoint les rangs du 24e régiment d'infanterie coloniale (24e RIC).

### Seconde Guerre mondiale
Il est en poste au 24e RIC à Tripoli au Liban lorsque l'armistice du 22 juin 1940 est signé. Sous l'impulsion de son commandant de compagnie, le capitaine Raphaël Folliot, Joseph Domenget et plusieurs de ses camarades de régiment s'évadent à la fin du mois de juin vers la Palestine sous domination britannique. Engagé dans les forces françaises libres, il fait partie du 1er bataillon d'infanterie de marine, constitué à partir des éléments du 24e RIC, et participe à la guerre du désert en Libye de septembre 1940 à avril 1941 puis à la campagne de Syrie en juin 1941.
De retour en Libye en mai 1942, il est volontaire pour devenir fusilier marin et est affecté au 1er bataillon de fusiliers marins (1er BFM) avec le grade de matelot. Servant de pièce de DCA, il participe à la bataille de Bir-Hakeim en mai et juin 1942, puis à la seconde bataille d'El Alamein en octobre suivant et à la campagne de Tunisie en mai 1943.
Le même mois, le 1er BFM est renforcé et devient le 1er régiment de fusiliers marins (1er RFM), subordonné à la 1re division française libre (1re DFL). Promu second maître, Joseph Domenget est engagé dans la campagne d'Italie d'avril à juillet 1944 puis participe au débarquement de Provence en août. Lors de la bataille de Toulon, au moment de la libération de Hyères le 22 août 1944, il est blessé au bras mais refuse d'être évacué et poursuit le combat. Il suit l'avancée de la 1re DFL dans la vallée du Rhône puis prend part à la bataille des Vosges où il s'illustre dans la libération de Giromagny.
Le 24 novembre 1944, à Sewen sur les pentes du Ballon d'Alsace, Joseph Domenget est tué lorsque son unité est prise en embuscade par des troupes allemandes. Il n'est pas inhumé à la nécropole nationale de Sigolsheim contrairement à ce qui est écrit dans sa biographie de l'Ordre de la Libération.

## Décorations
|  |  |  |  |  |  |
|  |  |  |  |  |  |

| Compagnon de la Libération          | Compagnon de la Libération | Médaille militaire | Médaille militaire | Croix de guerre 1939-1945 Avec palme | Croix de guerre 1939-1945 Avec palme |
| Médaille de la Résistance française |                            |                    |                    |                                      |                                      |

## Hommages
- Dans sa ville natale de Coise-Saint-Jean-Pied-Gauthier, son nom est inscrit sur le monument aux morts de la commune ainsi que sur une plaque commémorative à la mairie[4],[5].
- À Grosmagny, son nom figure sur le monument aux morts[6].